# La Loi de l'enfant
Pour plus de détails, voir Fiche technique et Distribution.
La Loi de l'enfant (A Little Child Shall Lead Them) est un film muet britannique réalisé par Bertram Phillips et sorti en 1919.

## Fiche technique
- Titre : La Loi de l'enfant
- Titre original : A Little Child Shall Lead Them
- Réalisation : Bertram Phillips
- Scénario : Bay Rothe
- Producteur :  H.B. Parkinson
- Société de production : Screen Plays-BP Films
- Société de distribution : Moss
- Pays d'origine :  Royaume-Uni
- Langue : Anglais
- Format : Noir et blanc — 35 mm — 1,33:1 — Muet
- Genre :
- Durée : 50 minutes
- Dates de sortie : 
  -  Royaume-Uni : juillet 1919

## Distribution
- Queenie Thomas : Marjorie Hardy
- Bruce Gordon : Bruce Hardy
- Walter Timms : Octavius Purcell / Frank LaLor
- Alice De Winton :